# Prefeitura de São Luís
A Prefeitura de São Luís é o órgão do Poder Executivo chefiado pelo prefeito de São Luís, capital do Maranhão, que é eleito em sufrágio universal e voto direto e secreto pela população local para um mandato de quatro anos de duração, podendo ser reeleito para mais um mandato.
Sua sede é o Palácio La Ravardière, que abriga a administração municipal desde 1689. O nome do Palácio é uma homenagem a Daniel de la Touche, senhor de La Ravardière, considerado fundador da cidade, em 1612, com a instalação da França Equinocial.
Por ser a capital do estado, a cidade também é sede do Palácio dos Leões (Governo do Maranhão) e da Assembleia Legislativa do Maranhão (ALEMA), localizada no Palácio Manuel Beckman, bem como do Tribunal de Justiça do Maranhão.

## Município de São Luís
O Poder Executivo do município de São Luís é representado pelo Prefeito e seu Gabinete de Secretários, seguindo o modelo proposto pela Constituição Federal e pela Lei Orgânica do município.
A prefeitura atualmente é composta pelas secretarias: Administração (SEMAD); Agricultura, Pesca e Abastecimento (SEMAPA); Articulação e Desenvolvimento Metropolitano (SADEM); Articulação Institucional (SEMAI); da Criança e Assistência Social (SEMCAS); de Comunicação (SECOM); de Cultura (SECULT); Desportos e Lazer (SEMDEL); Educação (SEMED); Fazenda (SEMFAZ); Governo (SEMGOV); Informação e Tecnologia (SEMIT); Meio Ambiente (SEMMAM); Obra e Serviços Públicos (SEMOSP); Orçamento Participativo; Planejamento e Desenvolvimento (SEPLAN); Saúde (SEMUS); Segurança Alimentar (SEMSA); Segurança com Cidadania (SEMUSC); Trânsito e Transportes (SMTT); Turismo (SETUR); Urbanismo e Habitação (SEMURH); Inovação, Sustentabilidade e Projetos Especiais (SEMISPE); Extraordinária e Assuntos Políticos (SEMAP); Extraordinária de Governança Solidária e Orçamento Participativo (SEMGOV); Extraordinária da Pessoa com Deficiência (SEMEPED).
Existem duas subprefeituras: a do Centro Histórico e a da Zona Rural. A Agência Municipal de Desenvolvimento Econômico e Social (AMDES) integra a administração direta e é vinculada à SEMGOV.
O Poder Legislativo é representado pela Câmara Municipal de São Luís, composta por 31 vereadores eleitos para cargos de quatro anos. Cabe à Câmara elaborar e votar leis fundamentais à administração e ao Executivo, especialmente leis relacionadas ao orçamento municipal, como, por exemplo, a Lei de Diretrizes Orçamentárias. Também cabe a ela a fiscalização dos atos do Poder Executivo.
Durante o período colonial e imperial, as câmaras municipais acumulavam funções administrativas e legislativas. 
Em complementação ao processo legislativo e ao trabalho das secretarias, existem também uma série de órgãos, como a Controladoria-Geral do Município, Procuradoria-Geral do Município, Central de Licitações e Comitê Gestor de Limpeza Urbana, além de diversos conselhos municipais, cada um deles atuando sobre temas diferentes, compostos obrigatoriamente por representantes da sociedade civil organizada. 
Os seguintes conselhos municipais estão atualmente em atividade: Conselho Municipal da Criança e do Adolescente (CMDCA); da Cidade (CONCID); da Condição Feminina (CMCF); dos Contribuintes (CCM); dos Direitos da Pessoa com Deficiência; Desenvolvimento Econômico e Social (CONDES); da Educação (CME); dos Direitos do Idoso (CMDI); do Meio Ambiente (COMUMA); da Saúde (CMS); do Turismo (COMTUR); da Cultura (CMC); da Assistência Social (CMAS); Antidrogas; do Trabalho e Renda, e outros.

## Administração Indireta

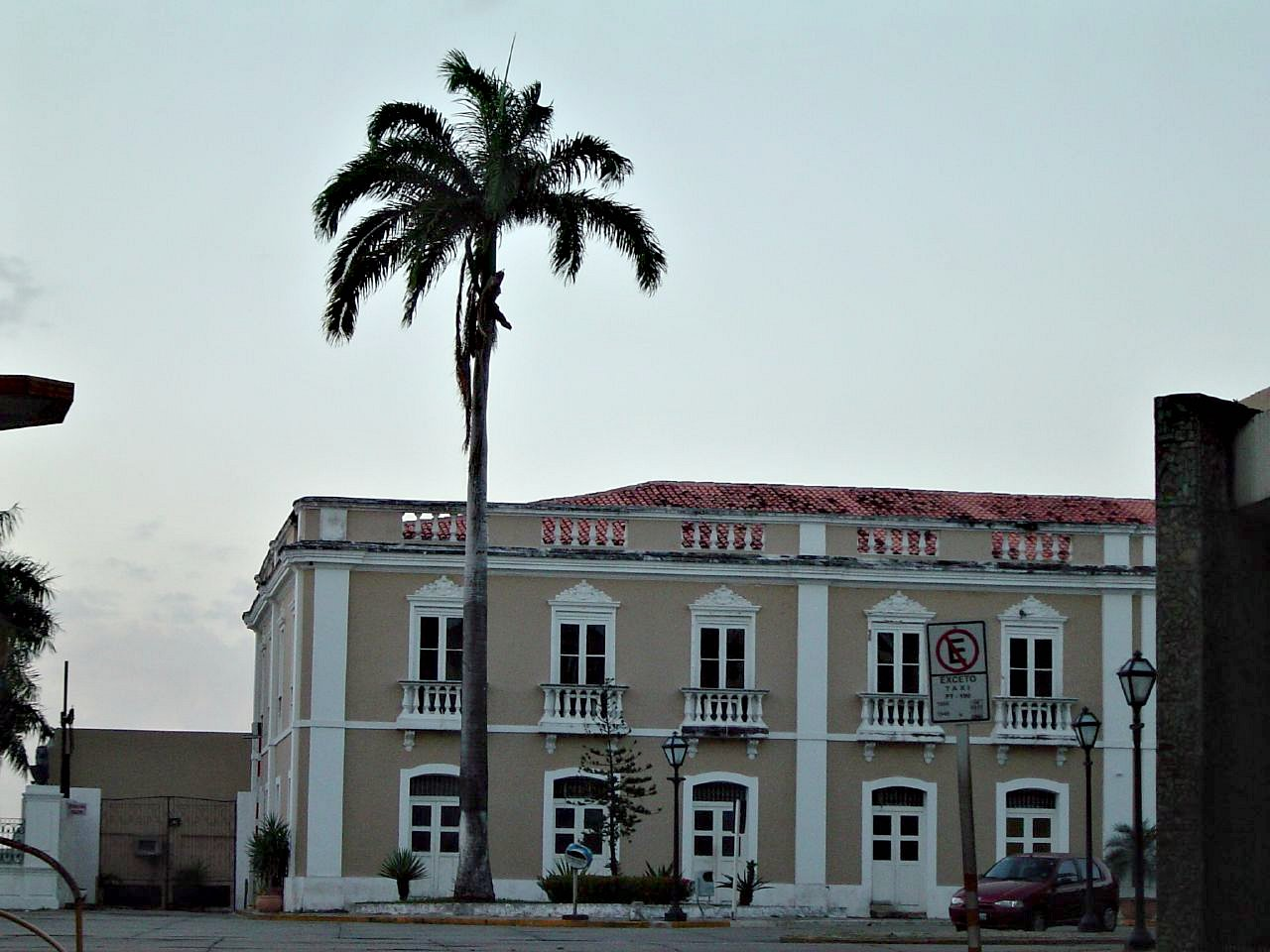
Palácio La Ravardiére, sede da Prefeitura de São Luís

A Prefeitura conta com o auxílio de entidades da administração pública indireta vinculadas a diferentes secretarias, dependendo de sua área de atuação.
As autarquias e fundações vinculadas ao município são:
- Hospital Municipal Djalma Marques: também conhecido como Socorrão I. Fundado em 1972, passou a integrar a rede municipal de saúde apenas em 1982, quando foi doado pela Cruz Vermelha à Prefeitura, sendo o maior hospital público de urgência e emergência do estado, atendendo urgências clínicas, cirúrgicas, ortopédicas, neurológicas e neurocirúrgicas.[5]
- Instituto da Cidade, Pesquisa e Planejamento Urbano e Rural (INCID): busca coordenar e monitorar a gestão e a revisão periódica da Legislação Urbanística de São Luís. [6]
- Instituto de Previdência e Assistência do Município (IPAM)ː responsável pela administração previdenciária dos servidores efetivos do município. [2]
- Instituto Municipal da Paisagem Urbana (IMPUR): responsável pela minimização dos impactos ambientais e maximização do potencial paisagístico, valorização das terras urbanas e geração de suporte para o desenvolvimento sustentável.[7]
- Fundação Municipal do Patrimônio Histórico (FUMPH): busca integrar as ações municipais, potencializando os vínculos entre as instituições municipais, estaduais, federais, particulares, moradores, visitantes e usuários que atuam e/ou se relacionam na dinâmica urbana do Centro Histórico de São Luís.[8]

Foram extintas:
- Companhia de Limpeza e Serviços Urbanos (COLISEU): sociedade de economia mista criada em 1975, era responsável pela coleta de lixo e limpeza pública na capital, até deixar a única prestadora do serviço, que foi terceirizado para outras empresas nos anos 2000, até ser extinta por decreto em 2007. Em 2017, foi aprovada lei que autorizava sua extinção, encontrando-se ainda em processo de liquidação. Ao longo da história, houve acusação de diversas irregularidades, má gestão e acúmulo de dívidas e multas trabalhistas.[9][10][11]
- Fundação Municipal da Cultura (FUNC): transformada na Secretaria Municipal de Cultura, em 2015.[12]
- Fundação Municipal de Turismo (FUMTUR): transformada na Secretaria Municipal de Turismo, em 2003.[12]
- Outras entidades extintas foram  Companhia de Abastecimento de São Luís (COMAB, em liquidação desde 1993), a Sociedade de Melhoramentos e Urbanismo da Capital S/A (SURCAP, extinta em 1993) e o Departamento Municipal de Estradas de Rodagem (DMER, autarquia extinta).[9]

## Eleições Municipais
Em 1985, o município pode eleger um prefeito por via direta, com o fim da Ditadura Militar: Gardênia Gonçalves, do PDS. Em 1988, foi a vez de Jackson Lago (PDT), sucedido por Conceição Andrade (PSB/PFL), vencedora das eleições de 1992. Na disputa de 1996, venceu novamente Jackson Lago (PDT), reeleito para um segundo governo em 2000. Com a sua renúncia para disputar o governo do Maranhão em 2002, o vice Tadeu Palácio (PDT) assumiu a prefeitura, sendo reeleito em 2004. Em 2008, João Castelo (PSDB) foi eleito prefeito. 
Edivaldo Holanda Júnior (PTC/PDT) venceu as eleições em 2012, sendo reeleito em 2016. 
Eduardo Braide (PODE) venceu as eleições em 2020 no segundo turno e foi eleito prefeito de São Luís.

## Ver Também
Lista de prefeitos de São Luís
Câmara Municipal de São Luís